# Jugendarbeitsschutzgesetz
Das Jugendarbeitsschutzgesetz (JArbSchG) ist ein deutsches Gesetz zum Schutz von arbeitenden Kindern und Jugendlichen. Es zählt zu den Gesetzen des sozialen Arbeitsschutzes.

## Inhalt

### Arbeitszeit, Urlaub
Das Jugendarbeitsschutzgesetz begrenzt die Wochenarbeitszeit auf 40 Stunden (ausschließlich Pause) bei einer Fünf-Tage-Woche.
Wird die Arbeitszeit an einzelnen Werktagen verkürzt, kann die Arbeitszeit an anderen Tagen auf maximal 8,5 Stunden verlängert werden (§ 8).
Bei einer Arbeitszeit von 4,5 bis 6 Stunden stehen dem Jugendlichen 30 Minuten, bei mehr als 6 Stunden täglicher Arbeitszeit 60 Minuten Ruhepause zu.
Dabei muss die erste Pause spätestens nach 4,5 Stunden eingelegt werden, mindestens 15 Minuten dauern und darf frühestens eine Stunde nach Beginn und spätestens eine Stunde vor Ende der Arbeitszeit liegen (§ 11).
Samstags und sonntags dürfen Jugendliche nicht beschäftigt werden. Es gibt aber einige Ausnahmen (z. B. Krankenhäuser), genaueres regeln § 16 (Samstagsruhe) und § 17 (Sonntagsruhe) im Jugendarbeitsschutzgesetz.
Je nach Alter (am 1. Januar des Jahres) hat ein Jugendlicher Anspruch auf unterschiedlich viel Urlaub:
für 15-Jährige 30 Werktage, für 16-Jährige 27 Werktage und für 17-Jährige 25 Werktage Urlaub. Stichtag ist hier der 1. Januar des Kalenderjahres.
Im Bergbau unter Tage gilt jeweils drei Werktage mehr Urlaub (§ 19).
Das Mindestalter ist 15 Jahre, einige Arbeiten (z. B. Nachhilfe, Betreuung, Landwirtschaft, Zeitungaustragen) sind bereits ab 13 Jahren laut Kinderarbeitsschutzverordnung genehmigt.
Die Arbeitszeit ist grundsätzlich auf den Zeitraum zwischen 6 und 20 Uhr (§ 14) begrenzt, es gibt jedoch eine Reihe von Ausnahmen, z. B. für Bäckereien, Gaststätten, kulturelle Veranstaltungen, die für 16-Jährige Arbeitszeiten zwischen 5:00 und 23:30 Uhr gestatten, für 17-Jährige von 4 Uhr bis 23:30 Uhr.
Das Jugendarbeitsschutzgesetz enthält weiterhin Vorschriften für den Berufsschulbesuch.

### Mehrarbeit und Feiertage
Mehrarbeit ist nicht zulässig. Wird ein Jugendlicher in Notfällen beschäftigt, das heißt zum Beispiel bei Feuer oder Wassernot, soweit es sich um vorübergehende und unaufschiebbare Arbeiten handelt und erwachsene Beschäftigte nicht zur Verfügung stehen, ist die in diesem Rahmen anfallende Mehrarbeit durch entsprechende Verkürzung der Arbeitszeit auszugleichen. Wenn in Verbindung mit Feiertagen an Werktagen nicht gearbeitet wird, damit die Beschäftigten eine längere zusammenhängende Freizeit haben, so ist das Vor- und Nacharbeiten zulässig. Die Arbeitszeit, die an einem Werktag infolge eines gesetzlichen Feiertages ausfällt, darf nicht auf andere Werktage aufgerechnet werden. Für Sonn- und Feiertage gilt ein grundsätzliches Beschäftigungsverbot.
Zulässig ist die Beschäftigung Jugendlicher an Sonntagen nur:
- in Krankenanstalten sowie in Alten-, Pflege- und Kinderheimen
- in der Landwirtschaft und Tierhaltung mit Arbeiten, die auch an Sonn- und Feiertagen naturnotwendig vorgenommen werden müssen
- im Familienhaushalt, wenn der Jugendliche in die häusliche Gemeinschaft aufgenommen ist
- im Schaustellergewerbe
- bei Musikaufführungen, Theatervorstellungen und anderen Aufführungen sowie bei Direktsendungen im Rundfunk (Hörfunk und Fernsehen)
- beim Sport[2]
- im ärztlichen Notdienst
- im Gaststättengewerbe

Werden Jugendliche an Sonn- und Feiertagen beschäftigt, ist ihnen die Fünf-Tage-Woche durch Freistellung, an einem anderen berufsschulfreien Tag sicherzustellen.
Ferner dürfen Jugendliche am 24. und 31. Dezember nach 14 Uhr nicht beschäftigt werden (§ 18 Abs. 1 JArbSchG).
Auch sind unbedingt der 1. Weihnachts- und Osterfeiertag sowie der 1. Mai und 1. Januar arbeitsfrei zu halten (§ 18 Abs. 2 JArbSchG).

### Akkordarbeit und gefährliche Arbeiten
Die in Bezug auf Ausnahmen härtesten Abschnitte betreffen Akkordarbeiten (Arbeit, bei der Lohn und Arbeitsleistung gekoppelt sind) und gefährliche Arbeiten (§§ 23 und 24).
Hier gilt ein generelles Verbot, das nur in der Berufsausbildung umgangen werden kann, wobei hier ebenfalls noch einmal Hürden in Form von unbedingten Anforderungen an die Arbeitsstelle gegeben sind.

## Folgen bei Verstößen
Die Vorschriften des Jugendarbeitsschutzgesetzes sind nicht abdingbar, d. h., es kann auch bei Festlegung im Arbeitsvertrag nicht davon abgewichen werden. Verstöße gegen das Gesetz gelten als Ordnungswidrigkeiten. Wer die Gesundheit oder die Arbeitsfähigkeit des Kindes, Jugendlichen oder Heranwachsenden vorsätzlich gefährdet oder schädigt, begeht eine Straftat nach § 59 Absatz 5 bzw. Absatz 6. Das Jugendarbeitsschutzgesetz ist damit Teil des Nebenstrafrechts.

## Geschichte
Das Bemühen, Kindern und Jugendlichen auf staatlicher Ebene Jugendarbeitsschutz für ihre Entwicklung zu gewähren, reicht bis ins 19. Jahrhundert zurück. Mit der aufkommenden Industrialisierung wuchs der Regelungsbedarf. So verbot Preußen im Regulativ über die Beschäftigung jugendlicher Arbeiter in Fabriken vom 9. März 1839 als erster deutscher Staat gesetzlich die Fabrikarbeit der Kinder unter neun Jahren und begrenzte die Arbeitszeit der Jugendlichen unter 16 Jahren auf zehn Stunden. Ein Anstoß für das Regulativ, wie auch für viele spätere Diskussionen über den Jugendarbeitsschutz, war ein Bericht von Generalleutnant Heinrich Wilhelm von Horn aus dem Jahr 1828, der Nachteile der Kinderarbeit auf die Tauglichkeit von Rekruten zum Wehrdienst postulierte. Das Regulativ wurde 1853 erweitert und auch in der Gewerbeordnung für den Norddeutschen Bund von 1869 fanden sich Bestimmungen zum Jugendarbeitsschutz.
Im Deutschen Kaiserreich verbot das Arbeiterschutzgesetz (Novelle zur Reichsgewerbeordnung vom 1. Juni 1891) jegliche Beschäftigung von Kindern unter 13 Jahren in Fabriken. Kinder von 13 bis 14 Jahren durften sechs Stunden, Jugendliche von 14 bis 16 Jahren zehn Stunden täglich Arbeit verrichten. Nachtarbeit für Kinder und Jugendliche war untersagt. Das Kinderschutzgesetz von 1903 weitete die bestehenden Regelungen für Fabriken auf weitere Gewerbebetriebe aus. Während des Ersten Weltkriegs wurde der Jugendarbeitsschutz zusammen mit anderen Regelungen zum Arbeitsschutz ausgesetzt.
Regelungen zu Arbeitszeit und -bedingungen für Minderjährige fanden sich zudem in einer Reihe anderer Regelungen, darunter die Arbeitszeitordnung, in der Gewerbeordnung und im Heimarbeitsgesetz.
Im Jahr 1938 wurden diese älteren Vorgaben im „Gesetz über Kinderarbeit und über die Arbeitszeit der Jugendlichen“ vom 30. April 1938 (RGBl. I. S. 437), ergänzt und der Weltanschauung des Nationalsozialismus angepasst. Wesentliche Betreiber waren seit 1933 die Deutsche Arbeitsfront und die Reichsjugendführung gewesen, dort insbesondere Artur Axmann. Dabei wurde vor allem mit einer erwarteten höheren Arbeitsproduktivität argumentiert, mit Blick auf die Wiedereinführung der Wehrpflicht 1935 später auch mit militärischen Aspekten sowie mit den Zugriffsmöglichkeiten der Hitlerjugend in der Freizeit. Widerstand aus der Industrie verzögerte den Gesetzgebungsprozess um mehrere Jahre. Zum 1. Januar 1939 trat das Gesetz in Kraft. Als wesentliche Punkte waren die Erhöhung des Schutzalters von 16 auf 18 Jahre, die Begrenzung der Wochenarbeitszeit für 16- und 17-Jährige auf 48 Stunden beschränkt, Arbeit für Jugendliche unter 14 Jahren sowie für bis 18-Jährige an Sonn- und Feiertagen gänzlich verboten. Das Gesetz hob erstmals auch Ausnahmeregeln für die eigenen Kinder von Betriebsleitern auf und schrieb einen Erholungsurlaub von zwölf oder 15 Tagen vor. Die Land- und Forstwirtschaft blieb aber von allen Bestimmungen ausgenommen, ebenso Sinti und Roma, jüdische Jugendliche und während des Zweiten Weltkriegs jugendliche polnische Arbeiter und solche aus den besetzten Ostgebieten. Hinzu kamen weitere Ausnahmeregelungen. Mit Beginn des Zweiten Weltkriegs im September 1939 wurde das Gesetz über Kinderarbeit und über die Arbeitszeit der Jugendlichen komplett ausgesetzt, um die Rüstungsproduktion und die Kriegswirtschaft nicht zu behindern. Nach dem Krieg galt es in der Bundesrepublik Deutschland erneut bis 1960.
In der Bundesrepublik Deutschland wurde am 9. August 1960 ein neues Jugendarbeitsschutzgesetz im Bundesgesetzblatt verkündet. Es bestimmte für Jugendliche unter 16 Jahren unter anderem die Arbeitszeit auf maximal 40 Wochenstunden. Jugendliche unter 18 Jahren durften von den Arbeitgebern nicht mit der Arbeit im Akkord oder am Fließband betraut werden. Kinderarbeit sollte nach dem Willen des Gesetzgebers ausgeschlossen sein.
Die Gesetzesregelungen wurden in Novellierungen in den Jahren 1976 und 1984 geändert. 1984 wurde die Änderung mit dem Beseitigen bürokratischer Hemmnisse und überflüssiger Reglementierungen begründet. Vorgeschriebene Pausenräume für Jugendliche entfielen. Jugendliche durften in einigen Ausbildungsberufen jetzt auch am Samstag sowie täglich maximal 8,5 Stunden beschäftigt sein. Bei Betrieben mit Schichtarbeit musste die Arbeitszeit Jugendlicher um 23 Uhr beendet sein.
1997 wurde das Gesetz im Hinblick auf die Richtlinie 94/33/EG des Rates vom 22. Juni 1994 über den Jugendarbeitsschutz aktualisiert.